# جبل جلدية
جبل جِلدية، (كان يسمى جِلذي وجِلذية): هو جبل معروف، يبعد عن منطقة حائل حوالي 60 كيلاً شرقي حائل. ويقع في زريب جلدية شرق منطقة حائل في المملكة العربية السعودية، ويبلغ ارتفاع الجبل 1107 متراً تقريباً (3,630 قدم). يوجد حول الجبل بعض المزارع الحديثة، وقليل من المناطق المأهولة بالسكان في شرقة. يعد الجبل وما حوله من تلال موقعاً أثرياً، حيث يتواجد على صخوره عدداً من النقوش الصخرية الثمودية القديمة، ورسومات وأشكال مختلفة لتصاوير آدمية وحيوانية تعود لما قبل الميلاد. ذكر الجبل في أشعار العرب، وفي كتب التراث من بعض المؤرخين والجغرافيين، مثل: أبو علي الهجري، والبكري، والسمهودي. مر بالجبل ووصفه كثير من المستشرقين، منهم: داوتي، وتشارلز هوبر، والليدي آن بلنت، وموسيل، ويوليوس أويتنج، الذي قدم رسومات رائعة لجبل جلدية.

## الموقع الجغرافي
يقع جبل جلدية بين واديي الصِّدر والشَّقيق، جنوب الخاصرة وشمال جبل سلمى، 60 كم شرق مدينة حائل و28 كم جنوب شرق مدينة بقعاء. يظهر الجبل منفرداً بارتفاعه عما حوله في المنطقة، ويمكن رؤيته بوضوح من مسافات بعيدة. يمر بجانب الجبل الشرقي شعيب البويب، الذي يخترق جبل البويب ويستمر حتى يصب في سبخة بقعاء «قاع الملح»، وعن غربة تقع بعض التلال التي تسمى «أصابع جلدية». ويقع جنوب شرقه جبل جانين الذي بدورة يعد موقعاً آثرياً آخر.

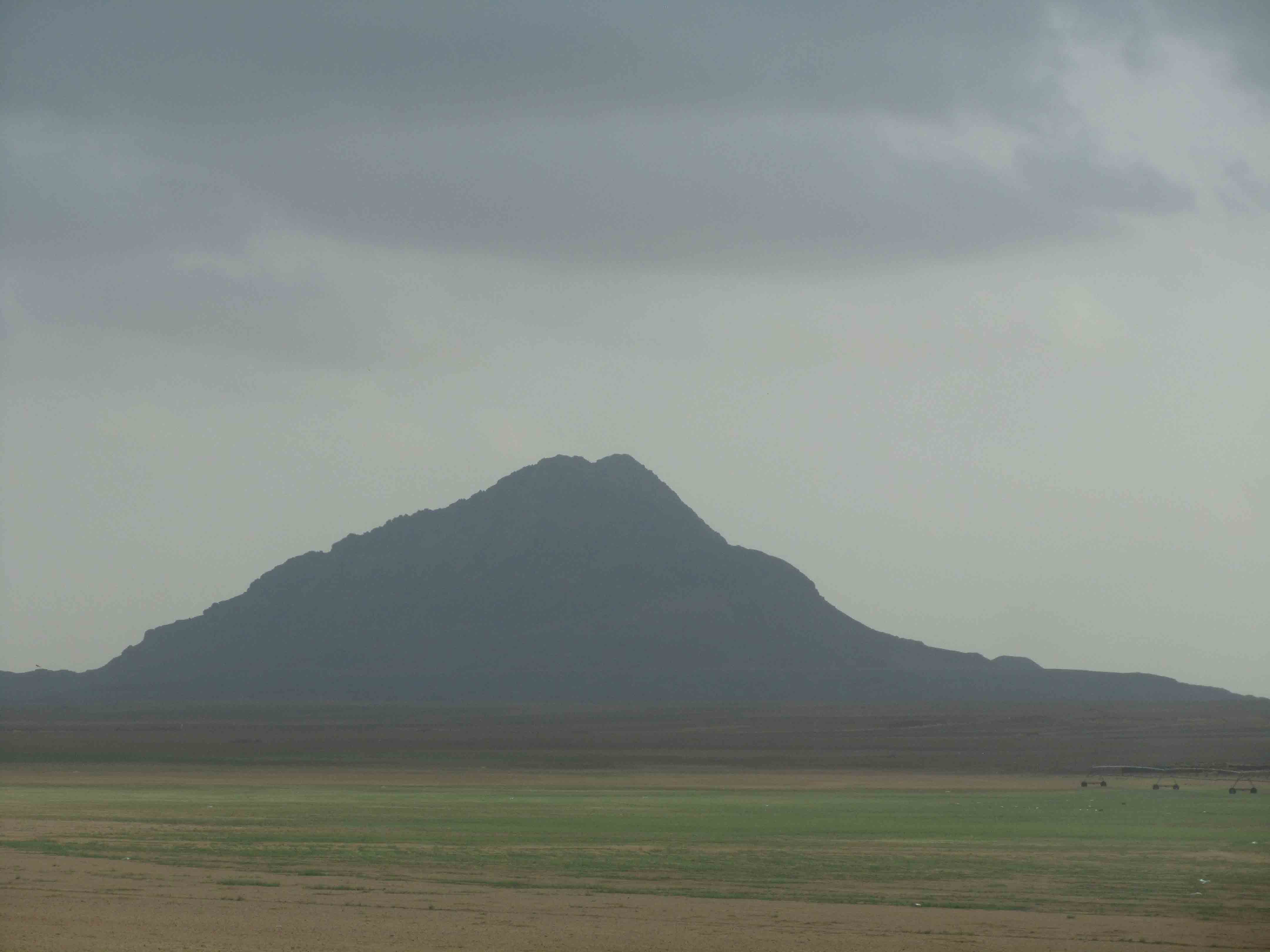
جبل جلدية من الجهة الشمالية

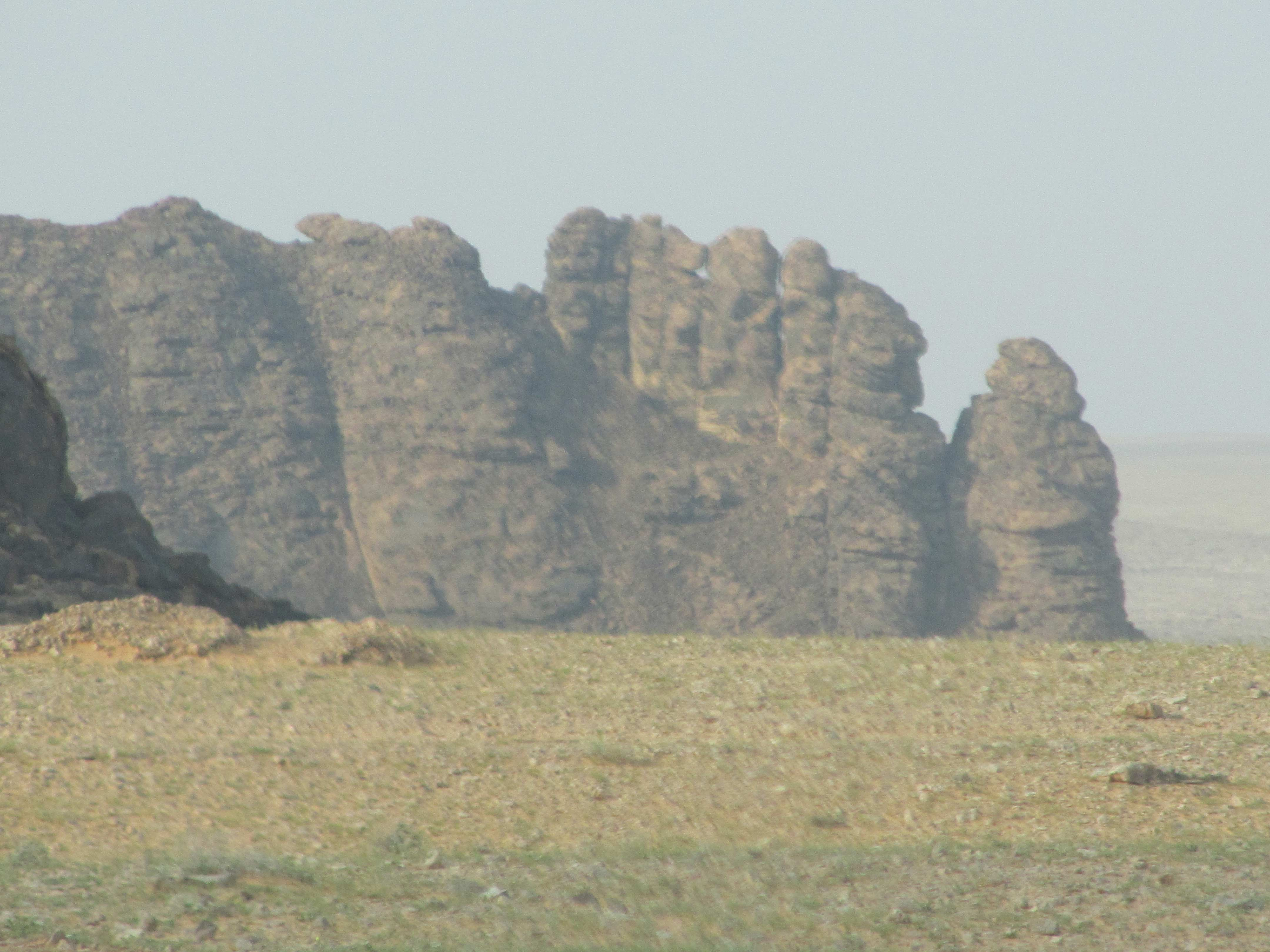
أصابع جلدية، جزء من جبل جلدية

## التكوين الجيولوجي
يتكون جبل جلدية من الصخور النارية القاسية، التي تكتسي غالبها باللون البني الارجواني من مادة الجرانيت. وينقسم جبل جلدية لجبل رئيسي وعدة تلال تحيط به في شرقه وغربه وجنوبه، وهي كالتالي:
- جبل جلدية: وهو الجبل الرئيسي وأكبرها. وتحوي على نصوص ونقوش ثمودية.
- أصابع جلدية: وهي الجزء الشمالي من جبل جلدية الرئيسي التي تظهر على شكل أصابع يد. بالإضافة لخط طويل من التلال الشمالية للجبل على تقع في شمال جبل جلدية. ويوجد على صخورها الكثير من الرسومات والنصوص ثمودية.
- قليب جلدية: وهو جبل متوسط الارتفاع، 950 متر تقريباً، ويقع في شرق جبل جلدية، ويبعد عنه 2 كم، يوجد به نقوش ورسومات ثمودية.

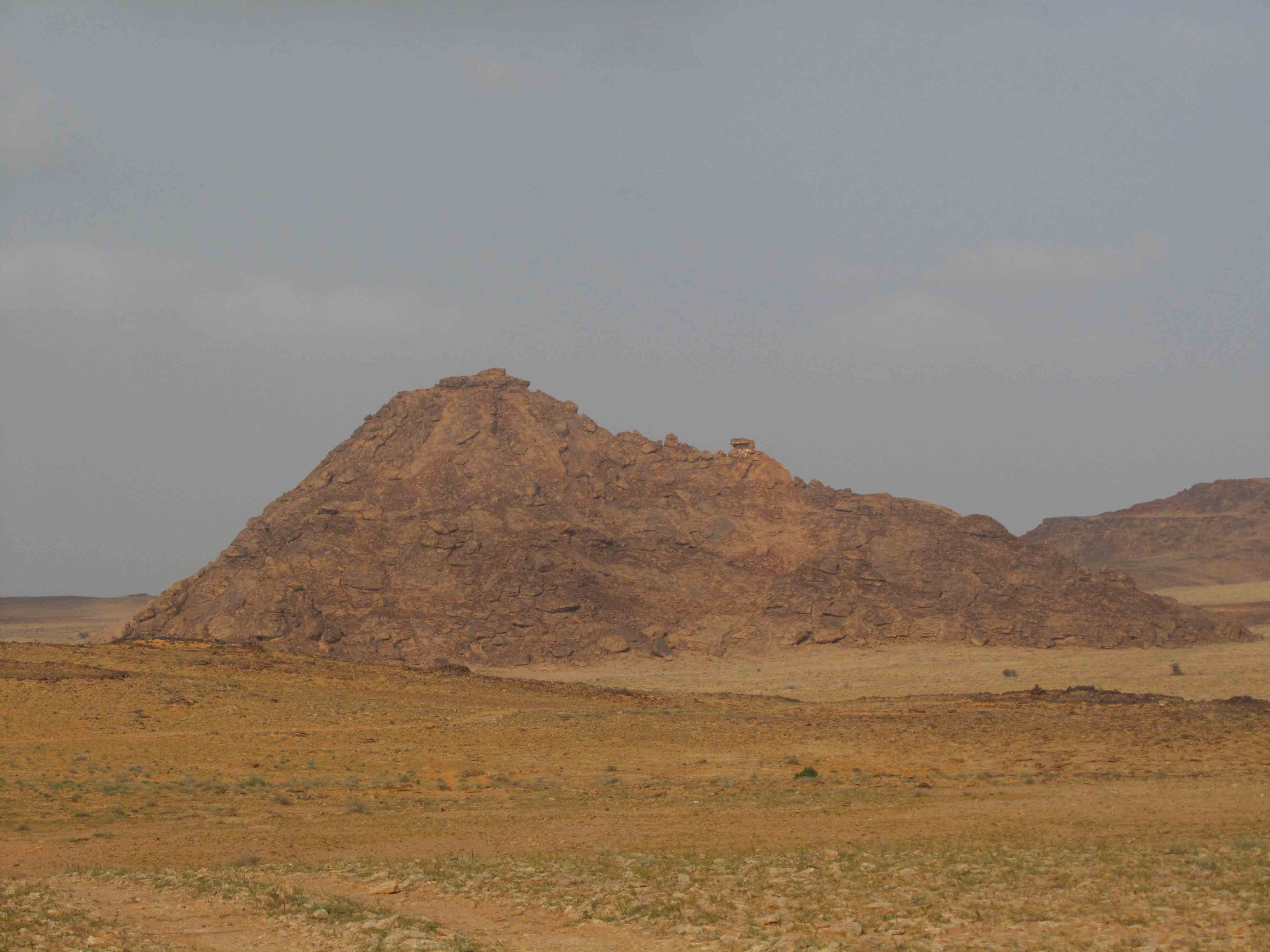
جبل قليب جلدية

- الخصيين: صخرتين صغيرتين ومنفردتين، غريبتا الشكل، تقعان جنوب شرق جبل جلدية. تبعدان 3 كم تقريباً عن جبل جلدية، وتحوي على رسومات ونقوش ثمودية.

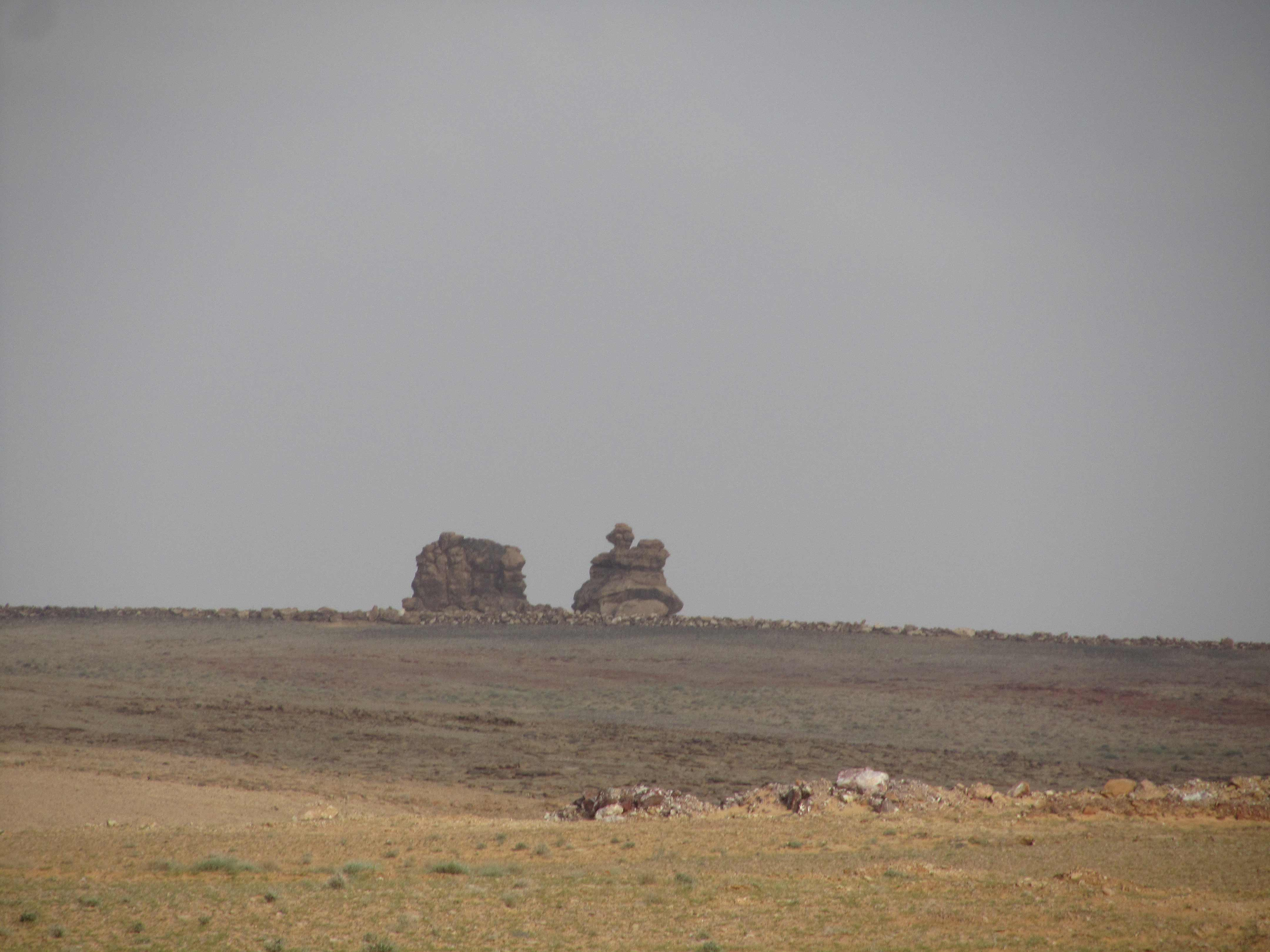
صخرتا الخصيين جنوب شرق جبل جلدية

## الأصل اللغوي والتسمية
هناك أكثر من اسم لما هو معروف اليوم بجبل جلدية، منها: جلذي، جلذية، وجلدية. وفي اللغة أجلد القوم: إذا نزلوا الغلظ من الأرض. والجِلْذَاءَةُ والجَلْذَأَة: الأرض الغليظة الصلبة وفيها ارتفاع، أو ما صلب من الأرض، وقيل هي الحجارة. أيضاً، الجلذية تعني المكان الخشن الغليظ من القف، ليس بالمرتفع جدا، يقطع أخفاف الإبل. لذلك يقال للناقة جلذية أي: صلبة شديدة، لأنها تتحمل الخوض في الجلذاءة، وكذلك ناقة جلذية: الناقة الغليظة الشديدة تشبه بجلذأة الأرض وهي النشر الغليظ.
قال علقمة الفحل:
لذلك، يرجح أن أصل التسمية الجبل تعود لشدة وعورة الأرض التي حول الجبل، ولكثرة الحجارة مقارنه بالمناطق الأخرى التي حولها.

## الخلفية التاريخية

### الجبل في التراث العربي
ذكر جبل جلدية في بعض كتب التراث والقصائد منها في العصر الأموي في أبيات عبد العزيز بن رزازة الكلابي:
ويقول أبو علي الهجري واصفاً ما حول موضع فيد في ««التعليقات والنوادر»»:
وذكر البكري في ««معجم ما أستعجم»»: أن جلذية اسمٌ لرابية. والرابية كل ما ارتفع من الأَرض وربا. وبعد تشييد درب السيدة زبيدة في العصر العباسي، كان الحجاج السالكين لهذا الدرب، يمرون بالجبل كل سنه، حيث أن درب زبيدة يمر من شرقي الجبل الذي يظهر منفرداً وواضحاً من مسافات بعيدة.
وفي فترة حكم آل رشيد لمنطقة حائل، كان الجبل يعد نقطة تجمع مهمه لانطلاق الغزو.

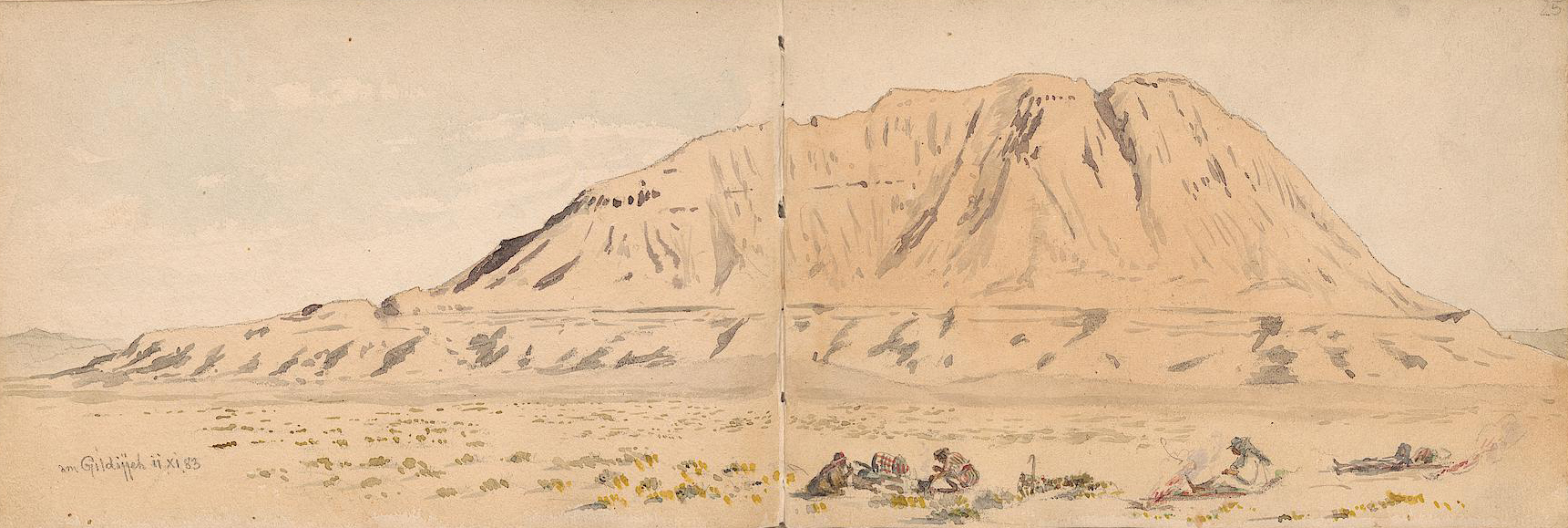
رسمة لجبل جلدية بريشة المستشرق يوليوس أويتنج - 1883م.

## الجبل في عيون الرحالة

### الرحالة هوبير
تحدث الرحالة هوبير عن زيارته لجبل جلدية في رحلته إلى وسط شبه الجزيرة العربية والمسجلة في كتاب (رحلة في الجزيرة العربية الوسطى 1878-1882م (الحماد، الشمر، القصيم الحجاز)، قائلاً:
" قمت برحلة إلى جبل جلدية الذي بيعد مسافة يوم طويل إلى شرق حائل حيث ذكر لي وجود نقوش. انطلقت في الساعة الرابعة عصراً من حائل وسرت مدة ساعة مع دليلي باتجاه الشمال، 77 درجة شرقاً. في صباح اليوم التالي انطلقنا قبل الفجر ووصلنا بعد ساعة إلى حدود الأرض الغرانيتية حيث يبدأ الحث فوراً. وبعد قليل أقمنا مخيما قرب كتلة ضخمة من الحث تدعى أم الرجوم مغطاة كلياً بنقوش حميرية محاها الزمن كلياً تقريباً غير أنني استطعت أن أنسخ أربعاً منها لا تزال مقروءة بشكل واضح.
على بعد خمسة عشر كيلومتراً إلى الشمال، 80 درجة شرقاً، صخور باعور حيث أيضا غدير يحمل الاسم إياه وحيث وجدت ثلاثة نقوش إضافية وصور حيوانات رسمت بشكل صحيح نسبياً.
أبعد من ذلك في الاتجاه عينه توجد صخرة البواب حيث خيّمت بعدما نسخت ستة نقوش.
في صبيحة اليوم التالي، وصلت بعد شروق الشمس بساعتين أمام قمة معزولة كانت فيما مضى متصلة بجبل جلدية وتحمل نقوشا ما زال الجزء الأكبر منها محفوظاً بشكل جيّد. هذا الجزء من الجبل يحمل كذلك اسم البواب. هنا نسخت ثمانيو وعشرين نقشاً جميعها حميرية.
ند قاعدة جبل البواب يتكون الودي الذي يحمل الاسم عينه والذي يجري نحوبقعا في الشمال-الشرقي على مسافة 5 أميال إلى الجنوب- الشرقي لجبل جلدية يقع جبل جهنة Gehennah.
على بعد أربعة أميال إلى الشمال 80 درجة غرباً من البواب، عثرت على ثلاثة نقوش إضافية أخرى على مسافة ثلالثة أميال في رافد صغير لوادي الشقيق محفورة على صخرة يبلغ ارتفاعها 20 متراً تقريباً وتدعى الصعيليدزه
El Cailidzah.
لوادي الشقيق الذي يتكون في هذه المنطقة مسار يبلغ 12 ميلاً تقريباً إلى الشمال =الشرقي ويضيع في الحوض الذي يحوي آثار الحاصرة.
في اليوم التالي في 25 أيلول عدت إلى حائل. وقد أعطتني رحلتي النتائج التالية:
1. خمسون نقشاً حميرياً.
2. الديل على أن المنطقة الغرانيتية ذات مساحة ضيقة جداً شرقي حائل وهذا ما لم أكن لأصدقه إذ بعد رحلتي إلى القصيم افترضت أن الغرانيت يمتد على الأقل حتى هاجرة فيد Feyd شرقي حائل.
3. الاكتشاف الجديد الذي يثبته مجرى الوديان بانحدار جبل شمّر باتجاه الشمال-الشرقي انطلاقا من نقطة حددتها مؤقتا بين الجنوب والغرب أبعد من جبل أجا البادي من حائل. هذه المسألة كانت قد تكشفت لي جزئيا من مجرى وادي حائل.

واكتشفت كذلك أن هذه المنطقة على الرغم من كونها صحراء حَجِرة فحسب، تحتوي على مراع أفضل من الأراضي الغرانيتية الواقعة في الجنوب فالحث الطري بطبيعته يتفاعل بسهولة مع الماء ويسمح بأن تخترقه، لذا فإن كل المنطقة التي جبتها ما بين الباعور وجبل جلدية مثلّمة ولا تحتوي إلا على القليل من الرمل مما يساعد على نمو الخضار. وهي أخيرا تملك عدداً كبيراً من الغُدْران التي تحتفظ بالماء حتى شهر أيار في مواسم الشتاء الممطرة.

### يوليوس أويتنج
سجل يوليوس أويتنج مشاهداته لجبل جلدية وما حواه من رسوم ونقوس قائلاً:"
«الأحد 11/11/ 1883 [م]انحرفنا من الشرق نحو الشمال الشرقي متجهين صوب مجموعة غريبة من جبال الحجر الرملي ذات قمم مدببة تقع شمال جلدية وتسمى أصابع جلدية، وكان هوبر قد شاهد خلال رحلته الأولى في تلك الجبال بعض النقوش والرسوم الحيوانية التي بحثنا عنها طويلاً حتى وجدناها، وهي عبارة عن نقوش يتوسطها عدد كبير من رسوم الإبل والغزلان وبقر الوحش ومناظر لعمليات صيد النعام وغيرها، ومن الملاحظ أن تلك الرسومات الصخرية صورت بطريقة بدائية، ما عدا ذلك الحصان الذي برع الفنان في تصويره».

## انظر ايضاً
- حائل
- ياطب
- جبل جانين

## وصلات خارجية
- جبل الجلدية.. موقع أثري قديم.